# Уэсли, Чарльз
Чарльз Уэсли (18 декабря 1707, Эпворт, Йоркшир и Хамбер — 29 марта 1788, Лондон) — младший брат богослова Джона Уэсли, основателя методизма, автор более 5500 евангельских гимнов, многие из которых до сих пор исполняются в протестантских церквях.
Уэстли был третьим выжившим сыном и, вероятно, восемнадцатым ребенком Сюзанны и Сэмюэля Уэсли. Сначала он получил образование у своей матери, а затем в Вестминстерской школе и колледже Крайст-Черч в Оксфорде. Уэсли получил степень бакалавра в 1730 году и степень магистра в 1733 году. Рукоположенный в сан дьякона и священника в 1735 году, Уэсли сопровождал своего брата Джона в зарубежных странах. Чарльз служил секретарем Джеймса Эдварда Оглторпа, основателя Джорджии, и капелланом в форте Фредерик на острове Сент-Саймонс. В 1736 году он вернулся в Англию. Чарльз надеялся вернуться в Джорджию в качестве миссионера, но плохое здоровье помешало этому. Моравские братья, которых он встретил в Америке, произвели на него большое впечатление, и в феврале 1738 года он отправился в Оксфорд, где встретил Петера Болера, моравского миссионера, и начал учить Болера говорить по-английски. Его общение с Болером привело к обращению Уэсли в пятидесятничество 21 мая 1738 года.
8 апреля. В 1749 году он женился на Саре Гвинн. Его брак был счастливым. Его жена обычно сопровождала его в его евангелических поездках, которые были столь же частыми, как и прежде, до 1756 года, когда он перестал странствовать и посвятил себя главным образом работе в Лондоне и Бристоле. Бристоль был его штаб-квартирой до 1771 года, когда он переехал со своей семьей в Лондон и, помимо посещения обществ, посвятил себя, как и в юности, духовной заботе о заключенных в Ньюгейте. Его беспокоили отношения методизма и англиканской церкви, и он решительно не одобрял рукоположение своего брата Джона. Чарльз Уэстли умер в Лондоне 29 марта 1788 года и был похоронен на кладбище Мэрилебон. Его брат Джон был глубоко опечален, потому что Чарльз не согласился быть погребенным в могиле часовни на Сити-Роуд, где Джон приготовил себе могилу, но Чарльз сказал: «Я жил и умираю в Англиканской церкви, и буду похоронен во дворе моей приходской церкви». У Чарльза была большая семья. Его трое сыновей стали известными в музыкальном мире. Его дочь унаследовала часть поэтического гения своего отца. Джон Уэсли относился к вдове и сиротам с величайшей добротой и великодушием.

## Список наиболее известных гимнов
- And Can It Be That I Should Gain?
- Christ the Lord Is Risen Today
- Hark! The Herald Angels Sing — Вести ангельской внемли
- О, Спаситель, благодать
- Jesus, The Name High Over All
- Jesus, Lover of My Soul
- Lo! He Comes with Clouds Descending
- Love Divine — Бесподобная, живая (Гимны христиан, № 180)
- O for a Thousand Tongues to Sing — О, если б тысячью устами (см. в Викитеке)
- Rejoice, the Lord is King
- Soldiers of Christ, Arise
- Ye Servants of God
- Jesus, Lower of my soul — Иисус — покров душе.
- Why not believe, my brother? — Возвеселись, печальный друг! (см. в Викитеке)